# Kirehe (distrito)
Kirehe é um dos sete distritos da Província do Este, no Ruanda. Sua capital é Kirehe, antiga Rusumo.